# أموكر
أموݣر (بالإنجليزية: AMOUGUER) هي جماعة قروية تابعة لإقليم الرشيدية ضمن جهة درعة تافيلالت بالمغرب.  بلغ مجموع عدد سكان أموݣر حسب إحصاءات 2004 حوالي 5119  نسمة  يعيشون في 779  أسرة.

## إحصاء عام
| السنة | عدد السكان | عدد الأسر | عدد الأجانب |
| ----- | ---------- | --------- | ----------- |
| 1994  | 4787       | 741       | °°°°        |
| 2004  | 5119       | 779       | 0           |